# طلال القحطاني
طلال القحطاني (مواليد 15 ديسمبر 1987، لاعب كرة قدم قطري يجيد اللعب في مركز الدفاع .
لعب سابقاً مع نادي الريان ونادي لخويا .

## روابط خارجية
- طلال القحطاني على موقع قاعدة بيانات كرة القدم.إي يو (الإنجليزية)
- طلال القحطاني على موقع Soccerway.com (الإنجليزية)